# Tischtennis-Verband Württemberg-Hohenzollern

Logo des Tischtennis-Verbands Württemberg-Hohenzollern

Der Tischtennis-Verband Württemberg-Hohenzollern (TTVWH) ist der größte der drei Tischtennisverbände in Baden-Württemberg und ist dem Spitzenverband, dem Deutschen Tischtennis-Bund (DTTB), untergeordnet. Sitz und Geschäftsstelle befinden sich in Stuttgart.

## Geschichte
Um 1930 organisierten die Vereine TTC 1930 Heilbronn, Stuttgarter Kickers, SpVgg Neckarsulm und PSV Stuttgart einen Spielbetrieb, der während des Krieges ruhte. Daran war unter anderem auch der spätere DTTB-Präsident Karl-Heinz Eckardt beteiligt. Nach dem Krieg entstanden unabhängig voneinander als Vorgänger des TTVWH die beiden Verbände Württemberg und Südwürttemberg-Hohenzollern.
Die Württemberger Sparte Tischtennis wurde am 26. Mai 1946 von Erwin Zeller († 2014) (Schwaben Stuttgart) und Werner Seifert (Stuttgarter Kickers) gegründet. Sie arbeitete mit dem Württembergischen Landes-Sportverband zusammen und nannte sich 1947 in Fachgruppe Tischtennis um. Am 31. Juli 1948 erfolgte eine weitere Umbenennung in Württembergischer Tischtennis-Verband (WTTV). Parallel dazu wurde 1947 die Fachgruppe Südwürttemberg-Hohenzollern gegründet. Am 6. Januar 1951 schlossen sich in Sigmaringen die beiden Verbände zusammen. Der Verbandstag in Plochingen am 22. Juli 1951 legte den heutigen Namen TTV Württemberg-Hohenzollern fest. Zunächst wurde das Gebiet in acht Bezirke aufgeteilt. Nach einigen Umänderungen entstand 1956 die heutige Struktur mit 15 Bezirken. 1971 wurde mit Günter Stierle der erste Verbandstrainer verpflichtet. Im September 1976 wurde dieser durch Edvard Vecko abgelöst, der bis Mitte 1982 blieb.
Anfang der 1990er Jahre gab es Initiativen, die drei Mitgliedsverbände Badischer TTV, Südbadischer TTV und TTV Württemberg-Hohenzollern zu einem gemeinsamen Verband Baden-Württemberg zu vereinigen. In Erwartung dieses Zusammenschlusses wurden im Januar 1995 in Neckarsulm bereits gemeinsame Baden-Württembergische Meisterschaften durchgeführt. Zwar stimmten die beiden Verbände Baden und Württemberg-Hohenzollern dem Zusammenschluss mit großer Mehrheit zu, der Südbadische TTV lehnte dieses Vorhaben aber ab. Der Zusammenschluss kam daher nicht zustande.
Am 29. Juni 2019 beschlossen der Tischtennisverband Württemberg-Hohenzollern (TTVWH) und der Südbadische TTV, zum 1. Januar 2020 zu fusionieren. Der neue Verband trägt den Namen Tischtennis Baden Württemberg (Kurz: TTBW).
| Zeitraum               | Name                              |
| ---------------------- | --------------------------------- |
| Mai 1946 – Nov. 1947   | Erwin Zeller (Stuttgart) († 2014) |
| Nov. 1947 – Febr. 1949 | Paul Quermann                     |
| Febr. 1949 – Aug. 1950 | Emil Welk (Heilbronn) († 1975)    |
| Aug. 1950–1958         | Otto Holtz (Stuttgart) († 1968)   |
| 1958–1968              | Emil Welk                         |
| 1968–1979              | Gerhard Maier († 2018)            |
| 1979–1985              | Werner Naumburger († 2014)        |
| 1985–1993              | Gerhard Spengler († 2013)         |
| 1993–2013              | Frank Tartsch (* 1950, † 2024)    |
| 2013–2023              | Rainer Franke                     |
| Juni 2023–2024         | Frank Tartsch                     |
| 2024–2025              | Horst Haferkamp (kommissarisch)   |
| ab Juli 2025           | Rainer Franke                     |

Aktuell wird der TTVWH in 15 Bezirke untergliedert:
- Alb
- Allgäu-Bodensee
- Böblingen
- Donau
- Esslingen
- Heilbronn
- Hohenlohe
- Ludwigsburg
- Oberer Neckar
- Ostalb
- Rems
- Schwarzwald
- Staufen
- Stuttgart
- Ulm

Die kleinste Einheit eines Bezirks ist der Tischtennisverein. Zurzeit zählt der Verband 779 Mitgliedsvereine.

## Mitgliederentwicklung
Die Mitgliederentwicklung stieg von 1955 bis 1990 stetig an. Der größte Zuwachs war im Jahr 1990 zu verzeichnen. Hier wurde die Anzahl von 5.367 Mannschaften in rund 840 Vereinen erreicht. Seit 1990 ist die Mitgliederzahl wieder stetig rückläufig. Aktuell betreut der TTVWH 60.208 Mitglieder in 826 Vereinen (Stand: 2014, WLSB).
| Jahr | Vereine | Mitglieder | Mannschaften |
| ---- | ------- | ---------- | ------------ |
| 1955 | 368     | 7.608      | 623          |
| 1960 | 420     | 14.605     | 761          |
| 1970 | 515     | 21.730     | 1.827        |
| 1990 | 870     | 78.460     | 5.367        |
| 1995 | 889     |            | 5.281        |
| 2000 | 837     | 67.533     | 4.813        |
| 2008 | 805     | 65.522     | 4.943        |
| 2010 | 794     | 63.400     | 4.823        |
| 2012 | 787     | 61.763     | 4.676        |
| 2013 | 779     | 61.100     | 4.466        |
| 2014 | 862     | 60.208     | ?            |

## Veranstaltungen
Der TTVWH bietet ein großes Spektrum an Sportveranstaltungen an. So werden neben Wettkämpfen auf Verbands- oder Bezirksebene (Meisterschaften und Ranglistenturniere) organisiert der Verband auch Veranstaltungen im Senioren-, Schul- und Breitensport.
Neben den Sportwettkämpfen sind es gerade die Veranstaltungen im Senioren-, Schul- und Breitensport, die Jung und Alt eine große Kommunikationsplattform bieten und den Spaß am Tischtennis vermitteln. Beispielsweise pflegt das TTVWH „on-Tour“-Mobil den Kontakt zu den Schulen, indem verschiedene und lustige Spielformen des Tischtennis vorgestellt werden. Aber auch der jährlich stattfindende Vereins-Service-Tag gibt Vereinsmitgliedern die Möglichkeit, sich durch verschiedene Seminare oder Praxisveranstaltungen im Tischtennis weiterzubilden und neue Ideen zu sammeln.

## Mitarbeiter
Die ehrenamtlichen Mitarbeiter setzen sich aus dem Präsidium, dem Vorstand (Präsidium + 14 weitere Ämter) und dem Verbandsausschuss (Vorstand + 15 Bezirksvorsitzende + drei Gerichtsvertreter + Kassenprüfer) zusammen. Hauptamtliche Mitarbeiter des TTVWH befinden sich in der Geschäftsstelle in Stuttgart unter der Leitung des aktuellen Geschäftsführers Thomas Walter. Neben den hauptamtlichen Mitarbeitern bietet der TTVWH Jugendlichen seit 2004 eine FSJ-Stelle (Freiwilliges Soziales Jahr) an. Im Jahr 2009 wurde eine Ausbildungsstelle eingerichtet (BA-Studium).